# John Primer

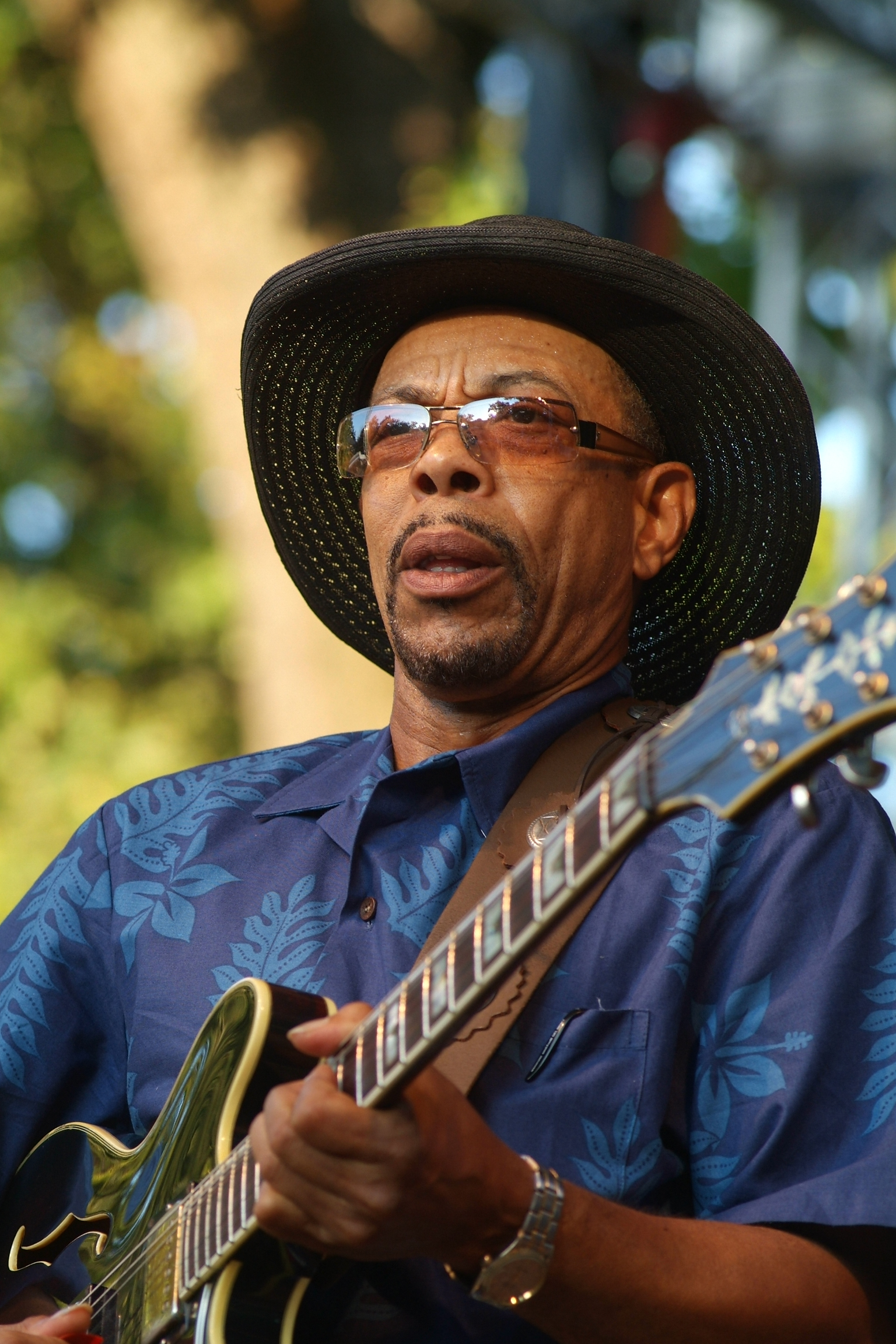
John Primer

John Primer (* 3. Mai 1946 in Camden, Mississippi) ist ein US-amerikanischer Blues-Gitarrist, Sänger und Songschreiber.

## Leben
1974 ging er nach Chicago ("Theresa's" Club), wo er einige Zeit mit Sammy Lawhorn spielte, bevor er in Willie Dixon Band (Chicago Blues All-Stars), in Muddy Waters Band und in Magic Slim Band ("the Teardrops") spielte.

## Werke
- 1991: Poor man blues (Wolf Records) mit Magic Slim und Billy Branch
- 1992: Stuff you got to watch (Earwig Music)
- 1992: Blues behind closed doors (Wolf Records) mit Magic Slim und Billy Branch
- 1992: 44 blues von Magic Slim & The Teardrops (Wolf Records) mit Bonnie Lee
- 1993: Cold blooded blues man (Wolf Records)
- 1994: Easy Baby (Wolf Records) mit the Teardrops
- 1995: The real deal (Warner) mit Billy Branch
- 1997: Keep on lovin' the blues (Warner) mit Matthew Skoller
- 1998: It's a blues life (Wolf Records)
- 2000: Knocking at your door (Telarc) mit Larry McCray und Matthew Skoller
- 2003: Blue Steel (Elmore James songs)
- 2010: Call Me John Primer (Wolf Records)
- 2011: All Original (Blues House Productions)
- 2012: Blues On Solid Ground (Blues House Productions)
- 2013: Knockin' Around These Blues (Delta Groove) mit Bob Corritore
- 2016: That Will Never Do (Wolf Records) John Primer & The Real Deal Bluesband
- 2020: The Gypsy Woman Told Me (Vizztone) mit Bob Corritore
- 2025: Grown in Mississippi (Blues House Productions) mit Bobby Rush, Charlie Musselwhite u. a.

## Videoalben
- 2005: Live at B.L.U.E.S (Chicago)